# Czausz
Czausz (Chaush, Chaush', Čauši) (tur. Czawusz) – urzędnik dworski w Imperium Osmańskim, posłaniec, goniec, często byli oficerowie, którym powierzano zadanie kontroli pałacu.